# Mercado da Romeira
O Mercado da Romeira é um espaço multimodal de restauração e de lazer situado em Almada, Portugal. Inaugurado em 22 de junho de 2018, o espaço nasce nas ruínas de um complexo de antigas fábricas da cortiça do lugar da Romeira, na antiga freguesia da Cova da Piedade (agora União das Freguesias de Almada, Cova da Piedade, Pragal e Cacilhas). É constituído por um espaço interno (nave principal e bar) e por um espaço externo (jardim e espaços envolventes), conectados entre si, e com mais de 10 restaurantes, bares e espaços comerciais em funcionamento. É caracterizado pelo seu design moderno e inovador, mantendo um toque de classe e preservação da história. 

## História
Tendo como seu maior expoente a Fábrica de Moagem do Caramujo (1872), a Romeira era no início do século XX um ponto fulcral no desenvolvimento industrial da região de Almada. No entanto, a partir da década de 60, o bairro perdeu o movimento que lhe era tão característico e resignou-se à aparência de uma cidade fantasma, abandonada. O espaço que agora alberga o Mercado da Romeira era uma fábrica de produção de cortiça, que acabou por ser inativada em meados do século passado.

## Atualidade
Em 2015, e após quase 60 anos de abandono do espaço, o empresário Luiz Nunes iniciou o seu processo de requalificação, prolongando-se até 2018. O antigo armazém de transformação de cortiça é hoje a nave principal do Mercado da Romeira. No espaço exterior fica localizado o jardim, que inclui esplanada com lugares sentados. O Mercado da Romeira seria finalmente inaugurado no dia 22 de junho de 2018 num ambiente de euforia e com uma multidão expectante. 
Dos espaços comerciais com exploração no Mercado da Romeira fazem parte:
7 Restaurantes:
- Oficina do Petisco
- Cantinho da Romeira
- Hamburgueria da Romeira
- Ofício da Carne
- Mercado das Pizzas
- O Bacalhoeiro
- NinjaBuns
- NewSushi
- Esplanada Portuguesa

2 Espaços de Bebidas:
- Sumos da Romeira
- Bohemia Cerveja

1 Café:
- Café Sobramesa

1 Padaria
- Tempo Padaria

1 Bar:
- Rock do Rio

2 Espaços de Artesanato
- MAPA
- Serâmica